# Zac & Mia
Zac & Mia ist eine US-amerikanische Krankenhausserie, die im Jahr 2017 gestartet worden ist. 2019 wurde die 2. Staffel ausgestrahlt.
Die Geschichte basiert auf der Novelle Zac & Mia der australischen Schriftstellerin A.J. Betts.

## Handlung
Der 17-Jährige Zac Meier liegt mit Leukämie im Krankenhaus. Während seiner einhundert Tage langen Isolation wird Mia Philips, ein Mädchen mit einem Osteosarkom im Bein, in sein Nachbarzimmer eingeliefert.
Die beiden kommunizieren bald über Textnachrichten, Videoanrufe und über den Lüftungsschacht, der sich über den Betten der beiden befindet. Aus Freundschaft wird bald Liebe. Doch die Krankheiten, Familien und Freunde der beiden machen es ihnen schwer, zueinander zu finden.

## Produktion
Bisher gibt es 24 Episoden in 2 Staffeln. Die deutsche Online-Premiere erfolgte am 1. Januar 2019 auf der Streamingplattform TVNOW.

## Auszeichnungen
Die Serie erhielt 2018 zwei Daytime Emmys und vier weitere Daytime Emmys Nominierungen.